# Tennistoernooi van Dubai 2001
|                                         |  |                                            |
| Martina Hingis, winnares bij de vrouwen |  | Juan Carlos Ferrero, winnaar bij de mannen |

Het tennistoernooi van Dubai van 2001 werd van 19 februari tot en met 4 maart 2001 gespeeld op de hardcourt-buitenbanen van het Aviation Club Tennis Centre in Dubai, de hoofdstad van het gelijknamige emiraat in de Verenigde Arabische Emiraten. De officiële naam van het toernooi was Dubai Tennis Championships and Dubai Duty Free Women's Open.
Het toernooi bestond uit twee delen:
- WTA-toernooi van Dubai 2001, het toernooi voor de vrouwen, van 19 tot en met 24 februari
- ATP-toernooi van Dubai 2001, het toernooi voor de mannen, van 26 februari tot en met 4 maart

ATP-toernooi van Dubai – WTA-toernooi van Dubai

2001 · 2002 · 2003 · 2004 · 2005 · 2006 · 2007 · 2008 · 2009 · 2010 · 2011 · 2012 · 2013 · 2014 · 2015 · 2016 · 2017 · 2018 · 2019 · 2020 · 2021 · 2022 · 2023 · 2024 · 2025